# Morinda waikapuensis
Morinda waikapuensis är en måreväxtart som beskrevs av Harold St.John. Morinda waikapuensis ingår i släktet Morinda och familjen måreväxter. Inga underarter finns listade i Catalogue of Life.